# Celaena yeterofuna
Celaena yeterofuna är en fjärilsart som beskrevs av Felix Bryk 1942. Celaena yeterofuna ingår i släktet Celaena och familjen nattflyn. Inga underarter finns listade i Catalogue of Life.